# Système de pipettage automatisé
 (octobre 2012).
Si vous disposez d'ouvrages ou d'articles de référence ou si vous connaissez des sites web de qualité traitant du thème abordé ici, merci de compléter l'article en donnant les références utiles à sa vérifiabilité et en les liant à la section « Notes et références ».

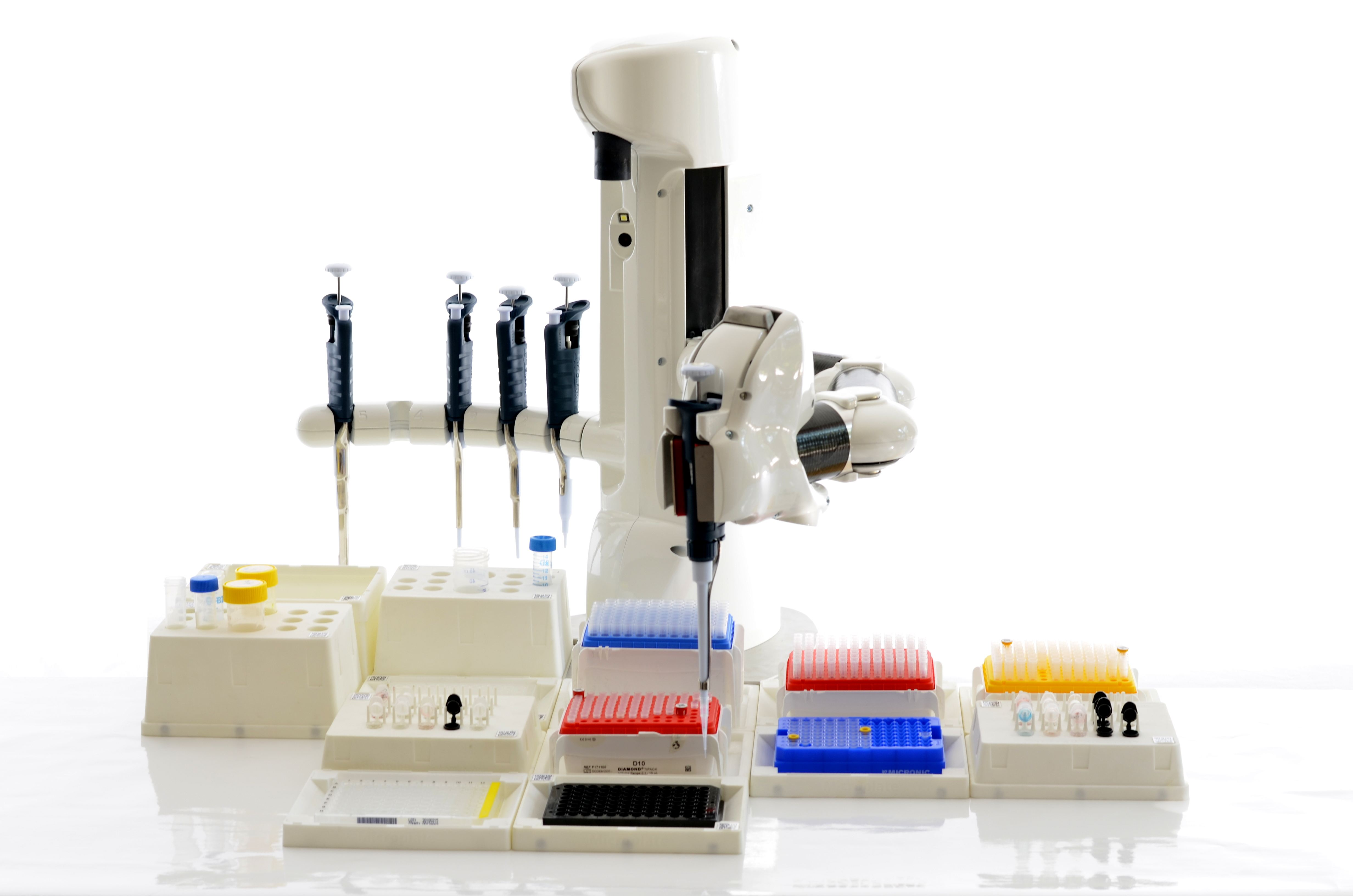
Un exemple de système de pipettage automatisé qui utilise des pipettes à piston (Andrew Alliance).

Un système de pipettage automatisé est généralement un dispositif qui effectue automatiquement des transferts programmés de liquide entre les groupes présélectionnés de conteneurs.
Le mot « pipettage » se réfère à l'outil manuel de laboratoire appelé « pipette » qui est couramment utilisée en biologie moléculaire, chimie analytique et dans les tests médicaux, pour transporter un volume de liquide mesuré. Ses performances sont régies par la norme ISO 8655-1:2002.
Les systèmes de pipettage automatisés sont également connus sous le nom de Liquid handling robot (en), néanmoins cette dernière définition est préférée chaque fois que des modules supplémentaires sont présents (par exemple, agitateur de laboratoire), tandis que la première se concentre généralement sur la propriété de transfert de liquide. L'un des principaux avantages de ces dispositifs est la capacité d'améliorer la reproductibilité et la quantité des expériences par unité de temps.

## Composants
La grande majorité des systèmes de pipettage automatisés est composée par les unités suivantes :
- tête de pipettage ;
- interface utilisateur ;
- zone de travail ;
- poubelle.

### Tête de pipettage

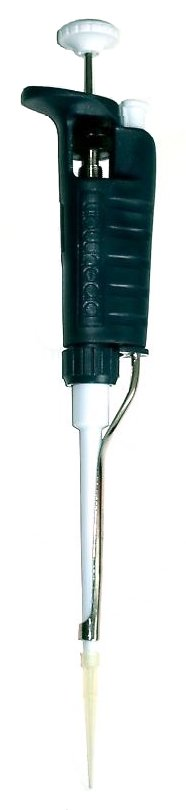
Pipette automatique munie d'une pointe (ou cône).

La tête de pipettage est le « cœur » du système : c'est l'élément (électro)mécanique qui a été conçu pour le transfert de liquide. 
La majorité de têtes de pipettage sont basées sur le système de pompe péristaltique, tandis que certains systèmes anthropomorphes utilisent directement les mêmes pipettes manuelles[pas clair] qui sont utilisées par les biologistes et chimistes.
Typiquement, la tête de pipettage peut être multi- ou monocanal : tandis que la première a un débit plus élevé, la deuxième a une plus grande flexibilité et une meilleure reproductibilité. Le positionnement de la tête de pipettage dans les récipients source et destination doit être précis afin d'avoir un transfert efficient de liquide. Pour cette raison, la tête est placée sur un système multi-axial automatisé qui est typiquement basé sur servomoteur ou moteurs pas à pas.

### Interface utilisateur
Si la tête de pipettage est le cœur du système, l'interface utilisateur est sans doute le « cerveau ». Non seulement l'interface permet la communication entre l'utilisateur et le système de pipettage automatisé, mais elle commande et contrôle en même temps le déplacement de la tête de pipettage sur les différents récipients. L'interface utilisateur est typiquement un logiciel qui est installé sur un PC ou une tablette tactile. Les interfaces les plus avancées donnent aussi la possibilité à l'utilisateur de concevoir ses propres expériences qui doivent être exécutées par le système.

### Zone de travail
La zone de travail est la place où la distribution de liquide a lieu, c'est-à-dire la partie du système où la tête de pipettage peut se déplacer. La zone de travail est composée par des supports qui ont d'un côté la fonctionnalité d'accueillir les récipients où les liquides sont stockés, de l'autre côté, ils permettent l'identification de la position des conteneurs. Cette identification peut être « statique » (calibration offline de la position) ou « dynamique » (par exemple via un système de vision basé sur caméra).

### Poubelle
La poubelle est un conteneur spécial qui a la fonction de stocker les pointes (ou cônes) jetables utilisés par le système. Elle peut également être utilisée pour jeter l'excès de liquides créé pendant les expériences. 

## Fonctionnalité

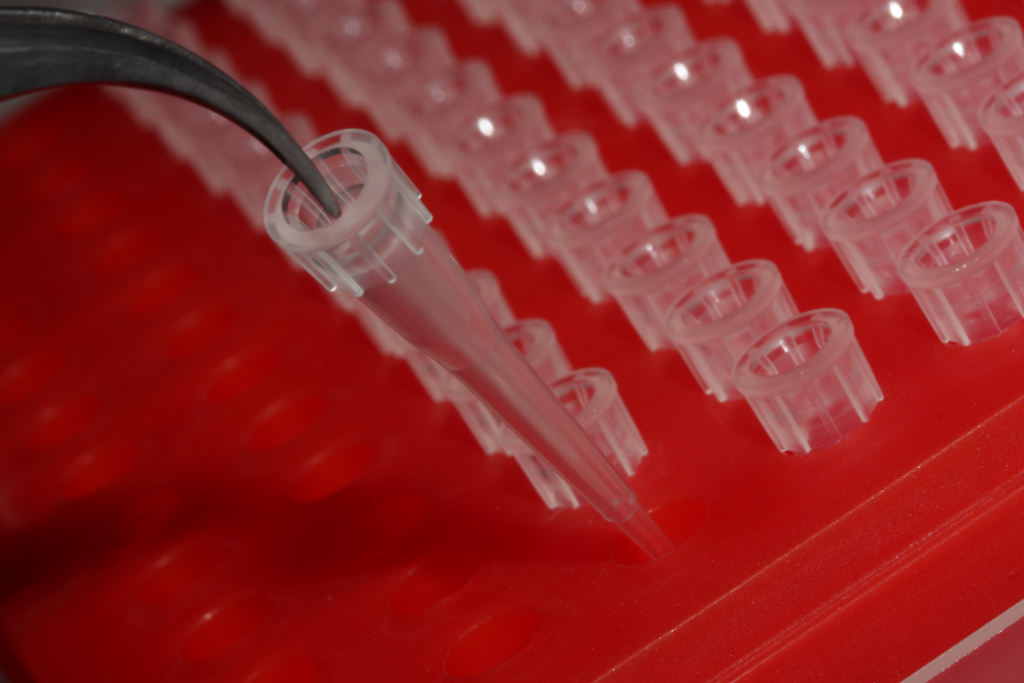
Pointes (ou cônes) de pipette.

Un système de pipettage automatisé obtient un volume de liquide provenant d'un récipient, appelé « source », en aspirant le liquide par succion pour le distribuer dans un autre récipient appelé « destination ». Ce transfert de liquide est réalisé par la tête de pipettage installée sur le système. Les liquides transférés ne sont pas en contact direct avec la tête de pipettage, ils sont tenus par des structures particulières appelées « pointes » (ou « cônes »). Les pointes coniques peuvent être permanentes ou jetables. Les pointes jetables sont en général fabriquées à partir de plastique moulé par injection (typiquement du polypropylène) et ont l'avantage d'être jetées entre les transferts de liquides, donc éliminant un possible risque de contamination croisée.
Le choix de la pointe la plus appropriée dépend principalement du volume qui a été réglé sur la tête de pipettage.

## Paramètres critiques
La qualité du transfert de liquide est affectée par certains paramètres critiques qui caractérisent le système de pipettage automatique. Les paramètres clés sont énumérés ci-dessous : 
- exactitude ou l'erreur systématique, la différence entre le volume distribué et le volume sélectionné ;
- répétabilité ou erreur aléatoire, dispersion des volumes distribués autour de la moyenne des volumes distribués ;
- CV (coefficient de variation), qui est une mesure normalisée de la dispersion d'une distribution de probabilité ;
- vitesse du système, en effectuant le transfert de liquide ;
- portée de volume, actuellement la majorité des appareils fonctionnent entre la gamme de microlitre et millilitre.

## Brevet
La première pipette automatique a été brevetée en 1950 par G.S. Riggs et le premier appareil automatique d'analyse moins de dix ans après.